# Aphrodite: Les Folies Tour
Aphrodite World Tour var en konsertturné med den australiska sångerskan Kylie Minogue. Turnén genomfördes 2011 i samband med promotandet av hennes elfte studioalbum Aphrodite (som gavs ut 2010) och Minogue besökte Europa, Asien, Nordamerika, Australien och Sydafrika. Turnéns officiella namn var Aphrodite: Les Folies Tour i Europa och Australien och Aphrodite Live i Asien, Nordamerika och Afrika.

## Låtlista
1. "The Birth of Aphrodite" (instrumental introduktion)
2. "Aphrodite"
3. "The One"
4. "Wow"
5. "Illusion"
6. "I Believe in You"
7. "Cupid Boy"
8. "Spinning Around"
9. "Get Outta My Way"
10. "What Do I Have to Do"
11. "Everything Is Beautiful"
12. "Slow"
13. "Confide in Me"
14. "Can't Get You Out of My Head"
15. "In My Arms"
16. "Looking for an Angel"
17. "Closer"
18. "There Must Be an Angel (Playing with My Heart)"
19. "Love at First Sight"
20. "If You Don't Love Me"
21. "Better the Devil You Know"
22. "Better than Today"
23. "Put Your Hands Up (If You Feel Love)"

Extranummer
1. "Million Dollar Mermaid"
2. "On a Night Like This"
3. "All the Lovers"

## Datum
| Europa           |               |               |                                                   |
| 19 februari 2011 | Herning       | Danmark       | Jyske Bank Boxen                                  |
| 22 februari 2011 | Helsingfors   | Finland       | Hartwall Arena                                    |
| 23 februari 2011 | Tallinn       | Estland       | Saku Suurhall                                     |
| 25 februari 2011 | Riga          | Lettland      | Arena Riga                                        |
| 26 februari 2011 | Vilnius       | Litauen       | Siemens Arena                                     |
| 28 februari 2011 | Hamburg       | Tyskland      | O2 Hamburg                                        |
| 1 mars 2011      | Berlin        | Tyskland      | O2 World                                          |
| 2 mars 2011      | Prag          | Tjeckien      | O2 Arena                                          |
| 4 mars 2011      | Leipzig       | Tyskland      | Arena Leipzig                                     |
| 5 mars 2011      | München       | Tyskland      | Olympiahalle                                      |
| 6 mars 2011      | Mannheim      | Tyskland      | SAP Arena                                         |
| 8 mars 2011      | Milano        | Italien       | Mediolanum Forum                                  |
| 9 mars 2011      | Zürich        | Schweiz       | Hallenstadion                                     |
| 11 mars 2011     | Toulouse      | Frankrike     | Zénith de Toulouse                                |
| 12 mars 2011     | Barcelona     | Spanien       | Palau Sant Jordi                                  |
| 14 mars 2011     | Metz          | Frankrike     | Galaxie Amnéville                                 |
| 15 mars 2011     | Paris         | Frankrike     | Palais Omnisports de Paris-Bercy                  |
| 17 mars 2011     | Amsterdam     | Nederländerna | Heineken Music Hall                               |
| 18 mars 2011     | Oberhausen    | Tyskland      | König Pilsener Arena                              |
| 19 mars 2011     | Antwerpen     | Belgien       | Sportpaleis                                       |
| 22 mars 2011     | Dublin        | Irland        | The O2                                            |
| 23 mars 2011     | Dublin        | Irland        | The O2                                            |
| 25 mars 2011     | Cardiff       | Wales         | Motorpoint Arena Cardiff                          |
| 26 mars 2011     | Cardiff       | Wales         | Motorpoint Arena Cardiff                          |
| 28 mars 2011     | Glasgow       | Skottland     | Scottish Exhibition and Conference Centre         |
| 29 mars 2011     | Glasgow       | Skottland     | Scottish Exhibition and Conference Centre         |
| 30 mars 2011     | Glasgow       | Skottland     | Scottish Exhibition and Conference Centre         |
| 1 april 2011     | Manchester    | England       | Manchester Arena                                  |
| 2 april 2011     | Manchester    | England       | Manchester Arena                                  |
| 4 april 2011     | Manchester    | England       | Manchester Arena                                  |
| 5 april 2011     | Manchester    | England       | Manchester Arena                                  |
| 7 april 2011     | London        | England       | O2-arenan                                         |
| 8 april 2011     | London        | England       | O2-arenan                                         |
| 9 april 2011     | London        | England       | O2-arenan                                         |
| 11 april 2011    | London        | England       | O2-arenan                                         |
| 12 april 2011    | London        | England       | O2-arenan                                         |
| Asien            |               |               |                                                   |
| 23 april 2011    | Chiba         | Japan         | Makuhari Messe                                    |
| 24 april 2011    | Chiba         | Japan         | Makuhari Messe                                    |
| 25 april 2011    | Osaka         | Japan         | Osaka-jō Hall                                     |
| Nordamerika      |               |               |                                                   |
| 28 april 2011    | Montreal      | Kanada        | Centre Bell                                       |
| 29 april 2011    | Boston        | USA           | Agganis Arena                                     |
| 30 april 2011    | Fairfax       | USA           | Patriot Center                                    |
| 2 maj 2011       | New York      | USA           | Hammerstein Ballroom                              |
| 3 maj 2011       | New York      | USA           | Hammerstein Ballroom                              |
| 4 maj 2011       | New York      | USA           | Hammerstein Ballroom                              |
| 6 maj 2011       | Atlanta       | USA           | Fox Theatre                                       |
| 7 maj 2011       | Sunrise       | USA           | BankAtlantic Center                               |
| 8 maj 2011       | Orlando       | USA           | Hard Rock Live                                    |
| 10 maj 2011      | Houston       | USA           | Verizon Wireless Theater                          |
| 12 maj 2011      | Mexico City   | Mexiko        | Palacio de los Deportes                           |
| 14 maj 2011      | Zapopan       | Mexiko        | Auditorio Telmex                                  |
| 16 maj 2011      | Monterrey     | Mexiko        | Monterrey Arena                                   |
| 18 maj 2011      | Grand Prairie | USA           | Verizon Theatre at Grand Prairie                  |
| 20 maj 2011      | Los Angeles   | USA           | Hollywood Bowl                                    |
| 21 maj 2011      | San Francisco | USA           | Bill Graham Civic Auditorium                      |
| 22 maj 2011      | Las Vegas     | USA           | The Colosseum at Caesars Palace                   |
| Australien       |               |               |                                                   |
| 3 juni 2011      | Brisbane      | Australien    | Brisbane Entertainment Centre                     |
| 4 juni 2011      | Brisbane      | Australien    | Brisbane Entertainment Centre                     |
| 7 juni 2011      | Sydney        | Australien    | Sydney Entertainment Centre                       |
| 8 juni 2011      | Sydney        | Australien    | Sydney Entertainment Centre                       |
| 11 juni 2011     | Sydney        | Australien    | Sydney Entertainment Centre                       |
| 14 juni 2011     | Melbourne     | Australien    | Rod Laver Arena                                   |
| 15 juni 2011     | Melbourne     | Australien    | Rod Laver Arena                                   |
| 16 juni 2011     | Melbourne     | Australien    | Rod Laver Arena                                   |
| 18 juni 2011     | Adelaide      | Australien    | Adelaide Entertainment Centre                     |
| 22 juni 2011     | Perth         | Australien    | Burswood Dome                                     |
| Asien            |               |               |                                                   |
| 25 juni 2011     | Bangkok       | Thailand      | Impact, Muang Thong Thani                         |
| 27 juni 2011     | Bogor         | Indonesien    | Sentul International Convention Center            |
| 29 juni 2011     | Singapore     | Singapore     | Singapore Indoor Stadium                          |
| 1 juli 2011      | Wan Chai      | Hongkong      | Hong Kong Convention and Exhibition Centre        |
| 3 juli 2011      | Taipei        | Taiwan        | Taipei World Trade Center Nangang Exhibition Hall |
| 5 juli 2011      | Quezon City   | Filippinerna  | Araneta Coliseum                                  |
| Afrika           |               |               |                                                   |
| 8 juli 2011      | Johannesburg  | Sydafrika     | Sun City Superbowl                                |
| 9 juli 2011      | Johannesburg  | Sydafrika     | Sun City Superbowl                                |
| 10 juli 2011     | Johannesburg  | Sydafrika     | Sun City Superbowl                                |
| 13 juli 2011     | Kapstaden     | Sydafrika     | Grand Arena at Grand West Casino                  |
| 14 juli 2011     | Kapstaden     | Sydafrika     | Grand Arena at Grand West Casino                  |

## Konsertfilm
Aphrodite Les Folies: Live in London är en konsertfilm för samma turné, inspelad i London. Konserten visades på biografer i Storbritannien och Irland den 19 juni 2011. Konserten släpptes på CD, DVD och Blu-ray den 28 november 2011 i tre format, det första som en DVD med två bonus-CD, det andra som en begränsad upplaga med ett häfte, och slutligen som en Blu-ray innehållande 2D- och 3D-inspelning.

### Låtlista
Aphrodite Les Folies: Live in London DVD
1. "The Birth of Aphrodite" (intro)
2. "Aphrodite"
3. "The One"
4. "Wow"
5. "Illusion"
6. "I Believe in You"
7. "Cupid Boy"
8. "Spinning Around"
9. "Get Outta My Way"
10. "What Do I Have to Do?"
11. "Everything Is Beautiful"
12. "Slow"
13. "Confide in Me" (Intro)
14. "Confide in Me"
15. "Can't Get You Out of My Head"
16. "In My Arms"
17. "Looking for an Angel"
18. "Closer"
19. "There Must Be an Angel (Playing with My Heart)"
20. "Love at First Sight"/"Can't Beat the Feeling"
21. "If You Don't Love Me"
22. "Better the Devil You Know"
23. "Better than Today"
24. "Put Your Hands Up (If You Feel Love)"
25. "Million Dollar Mermaid" (intro)
26. "On a Night Like This"
27. "All the Lovers"